# Визитей, Николай Николаевич
Николай Николаевич Визитей (рум. Nicolae Vizitei; род. 8 июня 1940, Владивосток, СССР) — советский и молдавский государственный и политический. Депутат Парламента Республики Молдова II созыва. 
Доктор биологических наук, доктор хабилитат философии, доцент кафедры психологии, профессор кафедры теории физического воспитания, член-корреспондент Украинской Академии Наук, академик Международной академии наук Высшей школы (г. Москва), профессор кафедры социально-гуманистических и психолого-педагогических дисциплин ГУФВиС РМ.

## Биография
Николай Николаевич Визитей родился 8 июня 1940 года в городе Владивостоке, РСФСР. Мать — Антонина Федоровна Визитей (Ворлукова), отец — Николай Дмитриевич Визитей — председатель Кишинёвского горисполкома (первый мэр города Кишинёва (1944-1946гг) после Второй мировой войны).
В 1963 году окончил Киевский политехнический институт по специальности электроакустика.
С 1963 по 1971 год — инженер, а затем младший научный сотрудник Лаборатории биофизики АН МССР.
В 1971 году защитил диссертацию по теме «Микроэлектродное исследование функциональных взаимоотношений близлежащих нейронов моторной коры кошки» — доктор биологических наук.
С 1972 по 2004 год — преподавательская деятельность в должности старшего преподавателя, затем доцента, зав. Кафедрой (1978—1991 гг.), профессора.
В 1986 году — Доктор-хабилитат философии.
По результатам Всесоюзного конкурса в 1988 году награждён золотой медалью Госкомспорта СССР за лучшую работу в области социологии спорта.
В период с 1994 по 1998 год — Депутат Парламента Республики Молдова II созыва от Аграрно-демократической партии Молдовы.
29 июля 1994 года был одним из тех, кто проголосовал за принятие Конституции Республики Молдова и поставил подпись под её текстом.
С 2006 по 2008 год — Заместитель председателя Комиссии по культуре, образованию и науке Межпарламентской ассамблеи государств-участников СНГ.
С 2006 по 2022 год — профессор кафедры социально-гуманистических и психолого-педагогических дисциплин ГУФВиС РМ.
2021 году удостоился звания Кавалера ордена трудовой славы (Gloria muncii).

## Научная деятельность
Автор более 200 публикаций, 9 из которых — монографии и учебные пособия, опубликованных и изданных в Молдове и за рубежом.
Сфера научных интересов: Философская антропология, Культурология, Социология физической культуры и спорта, Философия Олимпизма.

## Книги, учебники и публикации
- Визитей Николай. Образ жизни. Спорт. Личность. — Кишинёв: Штиинца, 180. — 160 с.
- Визитей Николай. Спорт и эстетическая деятельность. — Кишинёв: Штиинца, 182. — 183 с.

- Визитей Николай, Манолаки Вячеслав. Идея олимпизма и спорт: Философско-культурологический анализ проблемы. — Кишинёв: s.n., 2015. — 264 с. — ISBN 978-9975-68-264-0.
- Визитей Николай. Какие звезды над нами?. — Кишинёв: Editura USEFS, 2011. — 306 с. — ISBN 978-9975-4202-2-8.
- Визитей Николай. Введение в теорию физической культуры : Учебное пособие. — Кишинёв: Valinex, 2011. — 210 с. — ISBN 978-9975-68-102-5.
- Визитей Николай. Теория физической культуры. К корректировке базовых представлений. Философские очерки. — Кишинёв: Советский спорт, 2009. — 184 с. — ISBN 978-5-9718-0353-9.
- Визитей Николай. Курс лекций по социологии спорта: Учебное пособие. — Кишинёв: Физическая культура, 2006. — 328 с. — ISBN 5-9746-0003-7.